# IV. třída okresu Brno-město
IV. třída okresu Brno-město (Brněnská základní třída) tvořila společně s ostatními skupinami čtvrté třídy nejnižší (desátou nejvyšší) fotbalovou soutěž v České republice. Byla řízena Městským fotbalovým svazem Brno. Hrála se každý rok od léta do jara se zimní přestávkou, počet účastníků nebyl stálý. Zanikla po sezoně 2010/11. Vítěz postupoval do Brněnské městské soutěže (III. třídy).

## Vítězové

### IV. třída okresu Brno-město
| Ročník    | Vítězný tým                    |
| --------- | ------------------------------ |
| 2001/2002 | SK Jundrov „A“                 |
| 2002/2003 | TJ Sokol Bílovice nad Svitavou |
| 2003/2004 | SK Obřany „A“                  |
| 2004/2005 | FK Moravia Královo Pole        |
| 2005/2006 | TJ Tatran Starý Lískovec „B“   |
| 2006/2007 | FC Slovan Brno „B“             |
| 2007/2008 | TJ Start Brno                  |
| 2008/2009 | ČAFC Židenice Brno „B“         |
| 2009/2010 | TJ Tatran Kohoutovice „B“      |
| 2010/2011 | SK Řícmanice                   |

Poznámky:
- 2001/02: V soutěži startovalo rovněž jundrovské B-mužstvo.
- 2003/04: V soutěži startovalo rovněž obřanské B-mužstvo.